# Chiến dịch Knoxville

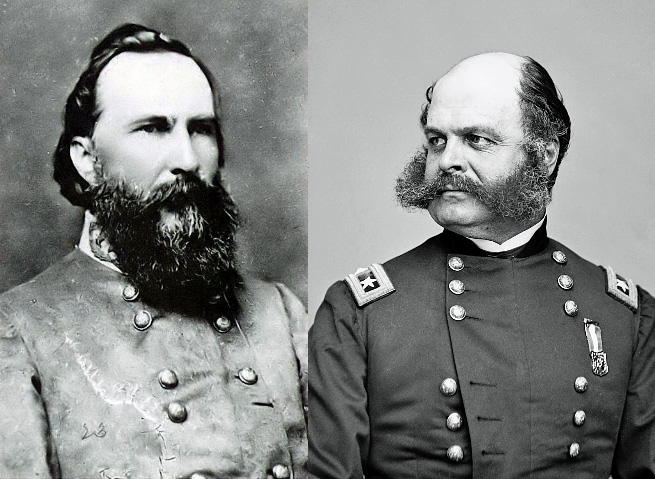
James Longstreet và Ambrose Burnside, hai viên tư lệnh trong chiến dịch Knoxville.

Chiến dịch Knoxville là một chuỗi các trận đánh và hoạt động diễn ra tại Đông Tennessee trong mùa thu năm 1863, thời Nội chiến Hoa Kỳ. Quân đội Liên bang miền Bắc dưới quyền thiếu tướng Ambrose Burnside đã chiếm đóng Knoxville, Tennessee và các lực lượng Liên minh miền Nam của trung tướng James Longstreet liền tách ra khỏi binh đoàn Tennessee của đại tướng Braxton Bragg ở Chattanooga để đến ngăn chặn quân tiếp viện của Burnside đến giải vây thành phố này. Cuối cùng, cuộc vây hãm Knoxville của Longstreet kết thúc khi thiếu tướng William Tecumseh Sherman dẫn binh đoàn sông Tennessee cùng nhiều đội quân khác đến trợ giúp Burnside sau khi quân miền Bắc đã phá vỡ được vòng vây của miền Nam tại Chattanooga. Mặc dù Longstreet là một trong những tư lệnh quân đoàn xuất sắc nhất của đại tướng Robert E. Lee ở miền Đông, nhưng ông lại thất bại với vai trò một viên chỉ huy độc lập tại miền Tây và đã không làm được gì nhiều trong chiến dịch Knoxville.